# موردوك كينيدي
موردوك كينيدي هو سياسي كندي، ولد في 25 مارس 1873، وتوفي في 1950.